# Stadiony.net
Stadiony.net (wersja angielska – StadiumDB.com, wersja hiszpańska – EstadiosDB.com) – portal internetowy poświęcony tematyce stadionów piłkarskich, założony w 2001 roku. Zalicza się do największych i najbardziej opiniotwórczych w swojej branży na świecie. Początkowo funkcjonował wyłącznie w wersji polskojęzycznej, od 2012 roku równolegle działa także serwis StadiumDB.com w języku angielskim, a od 2024 także serwis EstadiosDB.com w języku hiszpańskim. Zamieszczane w nich treści w dużej mierze pokrywają się z publikowanymi na Stadiony.net.
Począwszy od 2011 roku, na początku każdego roku portal organizuje plebiscyt Stadium of the Year, którego celem jest wyłonienie w drodze publicznego głosowania najlepszego, zdaniem czytelników, obiektu piłkarskiego oddanego do użytku w roku poprzedzającym konkurs. Nagroda zalicza się do najbardziej prestiżowych wyróżnień w dziedzinie architektury sportowej, jest to też największe tego typu publiczne głosowanie na świecie.

## Historia
Portal został założony w sierpniu 2001 roku przez 15-letniego wówczas Grzegorza Kaliciaka. Początkowo działał pod domeną Stadiony.prv.pl (w 2004 roku zamienioną na Stadiony.net), wyłącznie jako serwis polskojęzyczny.
Serwis, założony jako hobbystyczny, z czasem stał się największym portalem branżowym w Polsce, poświęconym tematyce stadionów piłkarskich. Duży skok popularności witryna odnotowała po przyznaniu Polsce i Ukrainie organizacji Euro 2012. W kraju doszło wtedy do prawdziwego „boomu” stadionowego, budowane były nowe obiekty piłkarskie, nie tylko na mistrzostwa, co przełożyło się na wzrost zainteresowania, zwłaszcza relacjami z placów budowy.
W 2011 roku portal po raz pierwszy zorganizował konkurs Stadion Roku, w którym czytelnicy mogli głosować na najlepszy ich zdaniem stadion, oddany do użytku w roku 2010. Konkurs był odtąd organizowany co roku i z czasem urósł do rangi jednego z największych i najbardziej prestiżowych tego typu plebiscytów na świecie.
W 2012 wystartował bliźniaczy serwis StadiumDB.com, redagowany w języku angielskim, a we wrześniu 2024 hiszpańskojęzyczny serwis EstadiosDB.com. Obie strony posiadają identyczny layout i prezentują treści zbliżone do tych, które publikowane są na Stadiony.net.

## Opis
Głównym elementem portalu jest serwis informacyjny, prezentujący wiadomości na temat obiektów piłkarskich z całego świata. Publikowane są tam, z dużą regularnością, m.in. treści dotyczące trwających bądź planowanych budów, ważnych wydarzeń sportowych i pozasportowych, jak również odnoszące się do tematyki kibicowskiej czy groundhoppingu.
Portal posiada także rozbudowaną bazę danych (wraz ze zdjęciami stadionów i ich opisami) zawierającą obiekty z całego świata, w tym stadiony historyczne i turniejowe, jak również, największą na świecie, bazę projektów stadionów piłkarskich. Ponadto na stronie znajduje się też dział stadionów w budowie, w którym znaleźć można aktualizacje ze stadionowych placów budowy.
W serwisie nie brakuje także rozmaitych publikacji, w tym tekstów naukowych, oraz zestawień. Serwis aktywny jest również w najpopularniejszych mediach społecznościowych: na Facebooku, Twitterze i Instagramie. Witryna posiada też własny kanał na YouTube.
Tematyka portalu ogranicza się ściśle do stadionów typowo piłkarskich lub stadionów wielofunkcyjnych, na których możliwa jest organizacja meczów piłkarskich. Serwis tworzony jest przy aktywnym udziale czytelników i innych osób, które dzielą się informacjami, uwagami oraz zdjęciami.

## Stadium of the Year
W 2011 roku po raz pierwszy zorganizowano konkurs Stadion Roku, w którym czytelnicy mogli głosować na najlepszy ich zdaniem stadion, oddany do użytku w roku 2010. Konkurs od tego czasu organizowany jest każdego roku i z czasem urósł do rangi jednego z największych i najbardziej prestiżowych tego typu plebiscytów na świecie.
Początkowo konkurs organizowany był tylko w wersji polskojęzycznej. Od 3. edycji, po powstaniu StadiumDB.com, konkurs organizowany jest wspólnie w obu wersjach językowych. Od edycji 2018 w polskiej wersji strony używana jest międzynarodowa nazwa konkursu, Stadium of the Year. Od edycji 2024 konkurs organizowany będzie również na założonej we wrześniu 2024 hiszpańskojęzycznej wersji serwisu, EstadiosDB.com.
Konkurs ma charakter otwartego, internetowego głosowania, w którym mogą brać udział czytelnicy serwisu, przyznając punkty pięciu wybranym przez siebie stadionom (noty 5, 4, 3, 2 i 1). Nagroda zalicza się do najbardziej prestiżowych wyróżnień w dziedzinie architektury sportowej, jest to też największe tego typu publiczne głosowanie na świecie. W rekordowej edycji 2014 oddano blisko 100 tys. głosów.
W edycjach 2014–2020, obok publicznego głosowania, osobno organizowano również Głosowanie Jury. Do składu Jury zapraszani byli uznani architekci, specjalizujący się w projektowaniu stadionów.